# راسيل مارتن
راسيل مارتن (بالإنجليزية: Russell Martin)‏ (و. 1986  م) هو لاعب كرة قدم، من المملكة المتحدة، ولد في برايتون، يلعب كقلب الدفاع (كرة القدم).

## مسيرته الكروية
لعب راسيل مارتن خلال مسيرته الاحترافية مع 6 أندية في تسعة عشر موسمًا وسجل خلالها 25 هدفًا ضمن 508 مباراة. ولم يفز بأي موسم بالكأس أو بالدوري.
خاض راسيل مارتن مسيرته مع ويكمب وندررز في موسم 2004–05 ليلعب معه أربعة مواسم، مشاركًا في 116 مباراة سجل خلالها 5 أهداف. ثم انتقل إلى نادي بيتربورو يونايتد في موسم 2008–09 ولمدة موسمين، حيث شارك في 56 مباراة سجل خلالها هدفًا واحدًا. لينتقل بعدها إلى نادي نورويتش سيتي في موسم 2009–10 ليلعب معه تسعة مواسم، مشاركًا في 284 مباراة سجل خلالها 16 هدفًا. ثم انتقل إلى نادي رينجرز في موسم 2017–18 لمدة موسم واحد، مشاركًا في 15 مباراة سجل خلالها هدفًا واحدًا. هذا وانتقل لاحقًا إلى نادي ميلتون كينز دونز في موسم 2018–19 ولمدة موسمين، مشاركًا في 29 مباراة سجل خلالها هدفين.

## روابط خارجية
- راسيل مارتن على موقع الاتحاد الأوربي (الإنجليزية)
- راسيل مارتن على موقع الاتحاد الإسكتلندي (الإنجليزية)
- راسيل مارتن على موقع قاعدة بيانات كرة القدم.إي يو (الإنجليزية)
- راسيل مارتن على موقع ناشيونال فوتبول تيمز (الإنجليزية)
- راسيل مارتن على موقع Soccerbase.com (لاعب) (الإنجليزية)
- راسيل مارتن على موقع Soccerway.com (الإنجليزية)
- راسيل مارتن على موقع عالم كرة القدم.نت (الإنجليزية)
- راسيل مارتن على موقع AS.com (الإسبانية)